# Висенте Гуаита
Висенте Гуаита Панадеро е испански футболист, играещ като вратар и се състезава за английския Кристъл Палас.

## Футболна Кариера
Продукт на школата на Валенсия, Гуаита е включен в първия състав на отбора за сезон 2008/09 след отказването на Сантиаго Канисарес. След като Тимо Хилдебранд е пренебрегнат от треньора на Валенсия, Гуаита става резервен вратар на бразилеца Ренан Брито.
Гуаита прави официалния си дебют за Валенсия на 2 октомври 2008 в мач срещу Маритимо от турнира Лига Европа. След привличането на испанския ветеран Сезар Санчес от Тотнъм, Висенте става едва трети избор на вратарския пост.
През сезон 2009/10 Валенсия привличат вратаря на Майорка Мигел Анхел Моя и Гуаита се оказва ненужен на „Местая“. Пратен е под наем във втородивизионния Рекреативо. Макар отборът му да завършва едва в средата на таблицата, Гуаита е вратарят с най-малко допуснати голове през сезона във втория ешелон – едва 24 гола в 30 мача.
За сезон 2010/11 Гуаита започва като трети вратар. През ноември и декември другите двама вратари Моя и Санчес са контузени и на Гуита му се налага да започне като титуляр. Най-запомнящите се му прояви от този период са домакинска победа срещу Алмерия и равенство срещу Манчестър Юнайтед. Гуаита се превръща в титулярния вратар на Валенсия през сезона. На 2 април Висенте губи баща си и се налага за 2 срещи да бъде заместен от Сезар.
През май 2011 Гуаита удължи договора си с Валенсия до юни 2015 година. Започва сезона като титуляр, но през ноември 2011 чупи ръката си и мениджърът му Унай Емери го закотвя на скамейката до края на сезона.
През сезон 2014/15 преминава в Хетафе със свободен трансфер, а след това преминава отново със свободен трансфер в английския Кристъл Палас.

## Статистики
Статиктиките са валидни до 1 август 2012 г.
| Клуб             | Сезон                      | Първенство | Първенство | Купа | Купа  | Европа | Европа | Общо | Общо  |
| Клуб             | Сезон                      | Apps       | Goals      | Apps | Goals | Apps   | Goals  | Apps | Goals |
| ---------------- | -------------------------- | ---------- | ---------- | ---- | ----- | ------ | ------ | ---- | ----- |
| Валенсия         | Примера Дивисион 2008 – 09 | 2          | 0          | 3    | 0     | 3      | 0      | 8    | 0     |
| Рекреативо(наем) | Сегунда Дивисион 2009 – 10 | 30         | 0          | 0    | 0     | 0      | 0      | 30   | 0     |
| Валенсия         | Примера Дивисион 2010 – 11 | 21         | 0          | 3    | 0     | 4      | 0      | 28   | 0     |
| Валенсия         | Примера Дивисион 2011 – 12 | 26         | 0          | 2    | 0     | 2      | 0      | 30   | 0     |
| Общо             | Общо                       | 49         | 0          | 8    | 0     | 9      | 0      | 66   | 0     |
| Общо кариера     | Общо кариера               | 79         | 0          | 8    | 0     | 9      | 0      | 96   | 0     |